# 莱昂·费尔登德勒
莱昂·费尔登德勒（Leon Feldhendler）（1910年6月1日—1945年4月6日）是波兰抵抗运动成员，他以1943年与亚历山大·佩彻尔斯基一起组织索比堡灭绝营的囚犯起义而闻名。

## 早年
1901年，费尔登德勒出生在卢布林省的Turobina村，战前做过磨坊主，在被驱逐到索比堡之前担任Żółkiewka村的犹太居民委员会的负责人。1942年，他和家人被驱逐到索比堡，他被派去整理衣物和贵重物品，他的妻子与儿子则在毒气室中被杀害。

## 在索比堡起义中的角色
1943年春天，费尔登德勒带领一小批囚犯制订了逃亡计划，他们最初计划对营地守卫下毒并收缴他们的武器，但党卫军发现了毒药并枪杀了五名犹太人。其他计划包括在营地纵火并借助混乱逃脱，可随着1943年夏天党卫军在营地周围埋设地雷，该计划成为了不切实际的空想。
1943年九月下旬，来自明斯克隔都的犹太人运抵索比堡，这批人当中一名苏联战俘，军官亚历山大·佩切尔斯基幸存了下来。他的出现为逃生计划注入了新的动力，很快佩切尔斯基就接任了逃亡计划的领导人，费尔登德勒则担任他的副手，他们制定了一个计划，其中包括杀死营地的党卫军成员，派遣其他的苏联战俘袭击军火库，最后从前门离开营地。
1943年10月14日发生的起义是在警卫人员发现一名被囚犯杀死的党卫军官员的尸体后发现的。然而在随后的混战中，约有320名犹太人设法逃离了营地，其中80人在逃生和余波中被杀，170人被抓获后杀害，包括那些选择留在营地的人。一些逃脱者加入了游击队，其中有90人死于战斗。索比堡有62人在战争中幸存下来，其中包括9名较早逃脱的犹太人。

## 死亡
费尔登德勒在战争中幸存了下来，隐藏在卢布林直到战争结束。城市在1944年7月24日被苏军解放，并成为了苏联控制下的波兰民族解放委员会的总部。然而1945年4月2日，费尔登德勒起身调查门外的骚动时，被人透过他公寓关着的门击中，他和他的妻子从另一扇门逃往卢布林的圣文生医院，并在那里接受了手术，但还是在四天之后死亡。绝大部分早期出版物都认为费尔登德勒死于波兰民族主义分子之手，但近年来也有说法认为费尔登德勒因为其黄金交易员的身份而死于抢劫。

## 在流行文化中
1987年的电视电影《逃离索比堡》中，由亚伦·阿金扮演